# Raimund Hiegemann
Raimund Hiegemann (* 6. Februar 1957) ist ein ehemaliger deutscher Fußballspieler. Der Offensivspieler hat von 1979 bis 1981 beim MSV Duisburg in der Fußball-Bundesliga 22 Ligaspiele absolviert.

## Werdegang
Hiegemann wechselte 1979 vom seinerzeitigen Landesligisten VfB Homberg, aus dem Duisburger Stadtbezirk Homberg/Ruhrort, zum Bundesligisten MSV Duisburg. Mit dem MSV spielte er bis 1981 in der Fußball-Bundesliga und bestritt 22 Spiele. Sein Debüt gab er am Rundenstarttag, den 11. August 1979, beim Heimspiel gegen den VfB Stuttgart, als er über 90 Minuten neben Rudolf Seliger im Angriff spielte, das Spiel endete 1:1. Mit seinem 13. Bundesligaeinsatz, am 15. Dezember 1979, einer 0:1-Auswärtsniederlage bei Fortuna Düsseldorf, endeten seine Einsätze in der Saison 1979/80. Mit Gregor Grillemeier und Seliger stellte er die Angreifer des MSV in dieser Runde; verstärkt wurden die Angriffsbemühungen von den offensiven Mittelfeldspielern Thomas Kempe und Norbert Fruck. Trainer Heinz Höher wurde ab dem 11. Februar 1980 von Friedhelm Wenzlaff ersetzt und der MSV belegte am Rundenende den 14. Rang. Als Hiegemann 1979 beim MSV unterschrieb, kamen mit Paul Steiner (SV Waldhof), Paul Dörflinger (SC Freiburg) und Hans-Dieter Mirnegg (VÖEST Linz) drei Spieler aus dem Profibereich und neben Hiegemann noch die weiteren Amateurtalente Thomas Kempe (TV Voerde), Frank Saborowski (VfB Lohberg) und Franz-Josef Steininger (Hamborn 07) zu den „Zebras“.
In seiner zweiten Bundesligasaison 1980/81 kam Hiegemann nur noch zu neun Einsätzen. Im Angriff operierte der MSV zumeist mit Rudolf Gores, Seliger, Steininger und Grillemeier. Letztmals kam der Angreifer vom VfB Homberg am 28. März 1981 bei einer 1:4-Auswärtsniederlage bei Borussia Mönchengladbach als Einwechselspieler in der 86. Minute für Fruck zum Einsatz.